# Бремя доказывания
Бре́мя дока́зывания (лат. onus probandi; также обя́занность дока́зывания) — в процессуальном праве правило определения стороны судебного процесса, ответственной за юридическое доказывание факта.

## В римском праве
Советский правовед, заслуженный юрист РСФСР, доктор юридических наук, профессор И. Б. Михайловская отмечает, что указания о том, на ком лежит бремя доказывания, встречаются ещё в римском праве: «доказывание лежит на том, кто утверждает, а не на том, кто отрицает, на отрицающем нет обязанности доказывать» (лат. ei incumbit probatio qui dicit, non qui negat; negantis nulla probatio est).
Специалист в области римского права, кандидат исторических наук, доцент А. В. Зайков указывает, что в негаторном иске бремя доказывания распределялось следующим образом: на истца возлагалась обязанность доказать своё право собственности на вещь; поскольку свобода вещи от сервитута презюмировалась, истец не должен был доказывать её. Несвободу собственности, например, наличие сервитута, должен был доказывать ответчик. В виндикации, как указывает Зайков, бремя доказывания было «дьявольским» и ложилось на противника, то есть на того, кто проиграл в интердикте. В эксцепции истец и ответчик фактически менялись местами, подчёркивает учёный: поскольку в данном случае ответчик предъявлял некую претензию к настоящему истцу, а, значит, брал на себя роль истца, в этой части бремя доказывания возлагалось именно на него.
Советский цивилист, доктор юридических наук, профессор И. Б. Новицкий указывал на особенности определения бремени доказательства в римском договоре займа. «Использование названных правовых средств (эксцепции и кондикционного иска) было связано для должника с трудной задачей — доказать отрицательный факт неполучения валюты. <…> Трудность доказывания отрицательного факта до крайности умаляла практическое значение этих мер защиты интересов должника. Дело приняло более благоприятный для должников оборот только
позднее (в III в. н. э.), когда onus probandi (бремя доказывания) переложено было на кредитора: если должник ссылался на неполучение валюты (в эксцепции против иска кредитора), на истца возлагалась обязанность доказать факт платежа валюты», — писал он.

## В англо-саксонской правовой семье
Как отмечает доктор юридических наук И. В. Решетникова, бремя доказывания в праве Великобритании и США, относящихся к англо-саксонской правовой семье, определятся различным образом; по её мнению, основной причиной таких различий является то, что в США рассмотрение гражданских дел допускается с участием суда присяжных.
В гражданском процессе США бремя доказывания, как указывает Решетникова, разделяется на бремя представления доказательств и бремя убеждения. Если в деле отсутствует спор о фактах, но стороны не согласны с тем, какое право следует применить, то представления доказательств не требуется. «Вопрос о бремени доказывания возникает тогда, когда стороны спорят о фактах и в зависимости от разрешения фактологической основы дела будет зависеть, какое право следует применить», — пишет исследователь.

## В России

### Гражданский процесс
В российском гражданском судопроизводстве каждая сторона, согласно статье 56 ГПК РФ, должна доказать те обстоятельства, на которые она ссылается как на основания своих требований и возражений, если иное не предусмотрено федеральным законом. Суд определяет, какие обстоятельства имеют значение для дела, какой стороне надлежит их доказывать, выносит обстоятельства на обсуждение, даже если стороны на какие-либо из них не ссылались. Каждое лицо, участвующее в деле, должно раскрыть доказательства, на которые оно ссылается как на основание своих требований и возражений, перед другими лицами, участвующими в деле, в пределах срока, установленного судом, если иное не установлено ГПК РФ.
По мнению И. Б. Михайловской, в силу презумпции добросовестности бремя доказывания распределяется между сторонами в российском гражданском процессе «таким образом, что каждая сторона должна доказать те обстоятельства, на которые ссылается как на основания своих требования и возражений».

### Уголовный процесс
В статье 14 УПК РФ указано, что подозреваемый или обвиняемый не обязан доказывать свою невиновность, так как бремя доказывания обвинения и опровержения доводов, приводимых в защиту подозреваемого или обвиняемого, лежит на стороне обвинения.
В российском уголовном процессе обязанность доказывания, как отмечает И. Б. Михайловская, является следствием конституционного принципа презумпции невиновности. «Бремя доказывания лежит на стороне обвинения и заключается в обязанности дознавателя, следователя, прокурора в ходе уголовного судопроизводства осуществлять собирание, проверку и оценку доказательств, имеющих значение для решения вопроса о наличии или отсутствии события преступления и виновности в его совершении конкретного лица», — отмечает она.